# Li Jiaman
Li Jiaman (Pechino, 18 agosto 1997) è un'arciera cinese.

## Carriera
Il 28 luglio 2024 ai Giochi olimpici di Parigi 2024 viene battuta, insieme a An Qixuan e Yang Xiaolei, nella finale della gara a squadre femminili dalla selezione della Corea del Sud.

## Palmarès
Per la Cina
- Giochi olimpici

Parigi 2024: argento a squadre femminili.
- Giochi asiatici

Hangzhou 2022: argento a squadre femminili e bronzo nell'individuale.
- Campionati asiatici di tiro con l'arco

Dhaka 2017: bronzo a squadre femminili.
Bangkok 2023: argento a squadre femminili e a squadre miste, bronzo nell'individuale.
- Giochi olimpici giovanili

Nanchino 2014: oro nell'individuale.
Per la Squadra mista
Nanchino 2014: oro a squadre miste.